# 奥巴曹洛克
奥巴曹洛克（匈牙利語：Abádszalók，匈牙利語發音：[ˈɒbaːt͡sːɒloːk]）是匈牙利亞斯-瑙吉孔-索爾諾克州的一个镇，面积132.23平方公里，人口4,677人（2001年）。
47°28′30″N 20°35′56″E / 47.475°N 20.5989°E